# Puzzle mortal V
Puzzle mortal V (engleză: Saw V) este al cincilea film din seria Puzzle mortal. A fost lansat pe 24 octombrie 2008 în SUA și Canada, conform tradiției de a lansa filmele Saw în seara de vineri de dinainte de Halloween. Spre deosebire de ultimele trei filme, Saw V nu va fi regizat de Darren Lynn Bousman, ci de David Hackl, care a fost designer de producție la acestea.

### Prezentare
În a cincea parte a francizei Saw, Hoffman este singura persoană în viață care poate să continue moștenirea lăsată de Jigsaw. Dar când secretul lui este amenințat, Hoffman trebuie sa îi elimine pe toți cei care îi stau în cale. Chiar dacă Jigsaw a murit, spiritul său este încă viu. Filmul a fost lansat la miezul nopții.

## Distribuție
- Tobin Bell ca John „Jigsaw” Kramer
- Costas Mandylor ca Detectiv Mark Hoffman
- Scott Patterson  ca Agent Peter Strahm
- Betsy Russell ca Jill Tuck
- Mark Rolston  ca  Agent Dan Erickson
- Julie Benz  ca Brit Steddison
- Greg Bryk  ca Mallick Scott
- Meagan Good  ca Luba Gibbs
- Carlo Rota  ca Charles Saloman
- Laura Gordon  ca Ashley Kazon
- Joris Jarsky  ca Seth Baxter
- Niamh Wilson  ca Corbett Denlon
- Mike Realba  ca Detectiv Fisk
- Samantha Lemole  ca Pamela Jenkins
- Sarah Power  ca Angelina Hoffman
- Mike Butters  ca Paul Stallberg
- Tim Burd  ca Obi Tate|Obi Tate]]
- Tony Nappo  ca Gus Colyard